# Antiche unità di misura del circondario di Massa
Sono qui riportate le conversioni tra le antiche unità di misura in uso nel circondario di Massa e il sistema metrico decimale, così come stabilite ufficialmente nel 1877.
Nonostante l'apparente precisione nelle tavole, in molti casi è necessario considerare che i campioni utilizzati (anche per le tavole di epoca napoleonica) erano di fattura approssimativa o discordanti tra loro.
A causa del metodo inappropriato utilizzato nelle province toscane nel 1808 e a causa dell'impossibilità di reperire tutti i campioni originali, nel 1877 venne stabilito di utilizzare per le unità toscane i valori del 1808 però in forma approssimata.

## Misure di lunghezza
| Comuni                           | Denominazione          | Valore   | Unità |
| -------------------------------- | ---------------------- | -------- | ----- |
| Massa                            | Braccio mercantile     | 0,593500 | m     |
| Massa                            | Braccio agrimensorio   | 0,494583 | m     |
| Massa                            | Passetto per tessitori | 0,791333 | m     |
| Fosdinovo, Aulla, Tresana        | Braccio mercantile     | 0,747000 | m     |
| Fosdinovo, Aulla, Tresana        | Braccio agrimensorio   | 0,498000 | m     |
| Aulla                            | Palmo                  | 0,242250 | m     |
| Carrara                          | Braccio mercantile     | 0,619725 | m     |
| Carrara                          | Canna da legname       | 0,624545 | m     |
| Carrara                          | Palmo per i marmi      | 0,249267 | m     |
| Carrara                          | Pertica agraria        | 3,576000 | m     |
| Fivizzano e Casola in Lunigiana  | Braccio mercantile     | 0,725839 | m     |
| Fivizzano e Casola in Lunigiana  | Braccio da muro        | 0,583626 | m     |
| Fivizzano e Casola in Lunigiana  | Braccio da legname     | 0,486334 | m     |
| Montignoso                       | Braccio                | 0,590432 | m     |
| Rocchetta di Vara                | Braccio mercantile     | 0,744250 | m     |
| Terrarossa                       | Braccio mercantile     | 0,734000 | m     |
| Terrarossa                       | Braccio agrimensorio   | 0,583626 | m     |
| Podenzana, Calice al Cornoviglio | Braccio                | 0,750000 | m     |

Il braccio mercantile e quello agrimensorio di Massa, il braccio mercantile e l'agrimensorio di Fosdinovo, il braccio mercantile, la canna da legname, il palmo pei marmi di Carrara, il braccio mercantile e quello da legname di Fivizzano, il braccio di Montagnoso, e quello di Rocchetta di Vara si dividono rispettivamente in 12 once, l'oncia in 12 punti.
La pertica agrimensoria di Carrara si divide in 12 piedi, il piede in 12 pollici.
Il braccio da muro di Fivizzano, e quello agrimensorio di Terrarossa si dividono in 20 soldi, il soldo in 12 denari.
Il braccio mercantile di Terrarossa si divide in 3 palmi.
Quattro braccia di Montignoso fanno una canna. Sei braccia una pertica.
Quattro braccia mercantili di Massa fanno una Canna; e Braccia 1 e 1/3 mercantili fanno il passetto pei tessitori.
Sette braccia agrimensorie di Massa fanno una pertica.
Nel comune di Aulla il braccio mercantile di Fosdinovo si usa dividere in tre palmi.
Il braccio di Podenzana e Calice al Cornoviglio si divide in tre palmi.
Questo braccio è probabilmente un braccio antico stato rettificato sulla misura decimale nel breve tempo in cui il sistema metrico fu in vigore al cominciare del secolo.
Lo stesso dicasi del comune di Licciana che indicò come misure locali un Braccio da tela eguale a 72 centimetri, un braccio da muro eguale a 60 centimetri ed un braccio da legno eguale a 50 centimetri.

## Misure di superficie
| Comuni                                       | Denominazione | Valore    | Unità |
| -------------------------------------------- | ------------- | --------- | ----- |
| Massa                                        | Staio         | 1198,60   | m²    |
| Aulla                                        | Secchia       | 1705,28   | m²    |
| Calice al Cornoviglio, Fivizzano, Terrarossa | Quadrato      | 3406,1912 | m²    |
| Carrara                                      | Quartiere     | 1278,78   | m²    |
| Montignoso                                   | Staio         | 1254,9944 | m²    |
| Rocchetta di Vara                            | Quarto        | 886,2529  | m²    |

Lo staio di Massa si divide in 100 pertiche, la pertica in 7 braccia di pertica, il braccio di Pertica in settimi.
La secchia di Aulla si divide in 2 quarte, la quarta in 4 quarretti.
Il quadrato di Firenze usato in Calice, Fivizzano e Terrarossa si divide in 10 tavole.
Il quartiere di Carrara si divide in 100 pertiche, la pertica in 12 once, l'oncia in 12 minuti.
Lo staio di Montignoso si divide in 100 pertiche quadrate; la pertica quadrata è di 36 braccia quadrate di Lucca.
Il quarto di Rocchetta si divide in 100 cannelle genovesi quadrate.

## Misure di volume
| Comuni            | Denominazione      | Valore   | Unità |
| ----------------- | ------------------ | -------- | ----- |
| Massa             | Braccio cubo       | 209,056  | L     |
| Massa             | Braccio da legna   | 3344,892 | L     |
| Aulla             | Braccio cubo       | 383,844  | L     |
| Montignoso        | Braccio cubo       | 205,830  | L     |
| Podenzana         | Braccio cubo       | 421,875  | L     |
| Rocchetta di Vara | Cannella di volume | 4397,291 | L     |
| Terrarossa        | Braccio cubo       | 395,447  | L     |

Il braccio cubo di Massa si divide in 12 once prime, l'oncia prima in 12 seconde.
Il braccio da legna di Massa si divide in 16 braccioli.
La cannella di volume di Rocchetta si usa per muri, pietre e legna, ed è rappresentata da un parallelepipedo rettangolo che ha 144 palmi quadrati di Genova per base e due palmi di altezza.

## Misure di capacità per gli aridi
| Comuni                         | Denominazione | Valore   | Unità |
| ------------------------------ | ------------- | -------- | ----- |
| Massa                          | Sacco         | 75,5079  | L     |
| Aulla, Terrarossa              | Secchia       | 25,5200  | L     |
| Carrara                        | Sacco         | 72,5476  | L     |
| Fivizzano, Casola in Lunigiana | Soma          | 126,6400 | L     |
| Fosdinovo                      | Secchia       | 25,9565  | L     |
| Licciana                       | Secchia       | 19,4000  | L     |
| Montignoso                     | Sacco         | 73,2896  | L     |
| Rocchetta di Vara              | Secchia       | 29,13295 | L     |

Il sacco di Massa si divide in 3 staia, lo staio in 4 quarre, la quarra in 2 colmi, il colmo in 3 coppelli.
La secchia di Aulla si divide in 2 quarti, il quarto in 4 quarretti.
La secchia di Rocchetta si divide in 2 quarti, il quarto in 12 quarretti.
Il sacco di Carrara si divide in 3 mine, la mina in 8 quarte.
La soma di Pivizzano si divide in 2 staia, lo staio in 2 secchie, la secchia in 2 quarti.
La secchia di Fosdinovo si divide in 8 quarrette.
La secchia di Licciana si divide in 2 quarti, il quarto in 2 quarretti.
Il municipio indica pure come di uso locale una misura di 24 litri.
Il sacco di Montignoso, quello di Lucca, si divide in 3 staia.
Nel comune di Calice ed in quello di Podenzana i cereali si vendono a peso.
In Calice si usava la mina di 96 chilogrammi.
In Podenzana si usava la secchia di 60 libbre.

## Misure di capacità per i liquidi
| Comuni                         | Denominazione              | Valore    | Unità |
| ------------------------------ | -------------------------- | --------- | ----- |
| Tutti i comuni                 | Barile grosso da vino      | 42,3725   | L     |
| Tutti i comuni                 | Barile piccolo da vino     | 39,7242   | L     |
| Tutti i comuni                 | Barile da frantoio da olio | 37,6281   | L     |
| Tutti i comuni                 | Barile da piazza da olio   | 36,8903   | L     |
| Fosdinovo, Aulla               | Barile                     | 37,0230   | L     |
| Carrara                        | Barile                     | 49,6550   | L     |
| Fivizzano, Casola in Lunigiana | Soma                       | 65,636000 | L     |
| Montignoso                     | Barile da vino             | 46,2388   | L     |
| Montignoso                     | Barile da olio             | 36,4870   | L     |
| Rocchetta di Vara              | Barile da vino             | 40,1200   | L     |

Il barile grosso da vino di Massa si divide in 32 boccali, quello piccolo in 20 fiaschi.
Il barile da frantoio per l'olio di Massa si divide in 18 boccali.
Il barile di Fosdinovo si divide in 16 fiaschi, il fiasco in 2 boccali.
Il barile di Carrara si divide in 32 boccali.
Le tavole ufficiali del già ducato di Modena edite nel 1852 danno il barile di Carrara uguale ad litri 42,9986.
La soma di Fivizzano si divide in 2 barili, il barile in 25 boccali.
Il barile da vino di Montignoso si divide in 24 fiaschi od anche in 36 boccali, e corrisponde in peso a 138 libbre.
Le tavole di ragguaglio suddette edite nel 1852 attribuiscono a Montignoso l'uso del barile di Lucca.
Il barile da olio di Montignoso corrisponde al peso di 100 libbre.
Il barile da vino di Rocchetta di Vara si divide in 40 amole, l'amola in 2 mezzette, la mezzetta in 2 quartucci.

## Pesi
| Comuni                       | Denominazione    | Valore  | Unità |
| ---------------------------- | ---------------- | ------- | ----- |
| Massa, Montignoso            | Libbra           | 329,724 | g     |
| Fivizzano, Aulla, Terrarossa | Libbra           | 325,920 | g     |
| Calice al Cornoviglio        | Libbra           | 320,000 | g     |
| Carrara, Podenzana           | Libbra           | 324,997 | g     |
| Fosdinovo                    | Libbra           | 328,540 | g     |
| Rocchetta di Vara            | Libbra di Genova | 317,664 | g     |

La libbra si divide in 12 once, l'oncia in 24 denari, il denaro in 24 grani.
Il comune di Massa indica pure una libbra d uso locale corrispondente a chilogrammi 0,331035.
Il comune di Montignoso indica pure una libbra eguale a grammi 336,50.
Per il Comune di Licciana è indicata una libbra eguale a grammi 324.